# Antje Utgaard
Antje Utgaard (Wisconsin, 20 de agosto de 1994) es una modelo y actriz estadounidense. Debido a sus enormes pechos (copa 34DDD), Playboy la llamó la próxima Kate Upton, y también entró en la industria del entretenimiento. Antje nació en un pequeño pueblo llamado Star Prairie, Wisconsin, y asistió a la Universidad de Minnesota, especializándose en márquetin de moda. Después de graduarse, se mudó a Los Ángeles para seguir su carrera.
En 2016, interpretó un pequeño papel en la película "Sable"

## Listado de obras

### Película
| Año  | Título   | Rol       | Nota |
| ---- | -------- | --------- | ---- |
| 2016 | Sable    | Anastasia |      |
| 2019 | Mob Town | Angela    |      |

### Series de televisión
| Año  | Título         | Rol      | Nota       |
| ---- | -------------- | -------- | ---------- |
| 2016 | The Richy Show | Sí misma | 1 episodio |
| 2017 | Sequences      | Sí misma |            |